# Willie Cunningham (futebolista escocês)
William Carruthers Cunningham (Hill O'Beath, 22 de fevereiro de 1925 - 27 de novembro e 2000) foi um futebolista escocês que atuava como defensor.

## Carreira
Willie Cunningham fez parte do elenco da Seleção Escocesa de Futebol, na Copa do Mundo de 1954.[carece de fontes?]